# Madon
Madon är en flod i nordöstra Frankrike som rinner upp i bergen i Vogeserna och är en biflod till Mosel. Den flyter norrut och rinner genom departementen Vosges och Meurthe-et-Moselle.